# جيمس إل. كوين (محرر)
جيمس إل. كوين (بالإنجليزية: James L. Quinn)‏ هو محرر أمريكي، (و. 1910  م).